# Карболины
Карболины — химические соединения имеющие в своей структуре сопряжённую систему пиридина и индола, которая служит основой многим алкалоидам. Карболины разделяются на четыре класса, в зависимости от положения атома азота в пиридиновом цикле (см. Гетероциклические соединения). Наиболее изученными являются β-карболины, α-, γ- и δ-карболины изучены гораздо меньше.

## α-Карболины
Структура α-карболинов встречается в природных соединениях, но интерес представляют и синтетические производные. Некоторые изучались, как потенциальные лекарства против эпилепсии, болезни Паркинсона и средства против тревожности. Для некоторых α-карболинов была обнаружена противоопухолевая активность. Имплитапид, препарат для лечения атеросклероза, содержит в своей структуре α-карболиновый фрагмент.

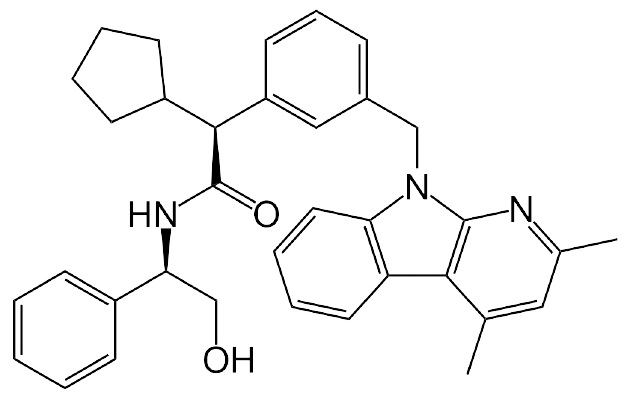
Химическая структура Имплитапида

## β-Карболины
Алкалоиды содержащие структурный фрагмент β-карболинов были выделены из ряда растений (гармала и др.). Обладают широким спектром биологической активности.

## γ-Карболины
К этому классу относятся нейролептик карбидин, антигистаминные препараты латрепидин и мебгидролин.

## δ-Карболины
Пока не было создано эффективных лекарственных средств содержащих структуру δ-карболинов, однако некоторые представители этого класса соединений обладают широким спектром биологической активности.